# Крисичі
Кри́сичі (рос. Крысичи) — присілок у складі Котельницького району Кіровської області, Росія. Входить до складу Карпушинського сільського поселення.
Населення становить 2 особи (2010, 6 у 2002).
Національний склад станом на 2002 рік — росіяни 100 %.